# Caucasalia macrophylla
Caucasalia macrophylla là một loài thực vật có hoa trong họ Cúc. Loài này được (M.Bieb.) B.Nord. mô tả khoa học đầu tiên năm 1997.